# Martin Carthy

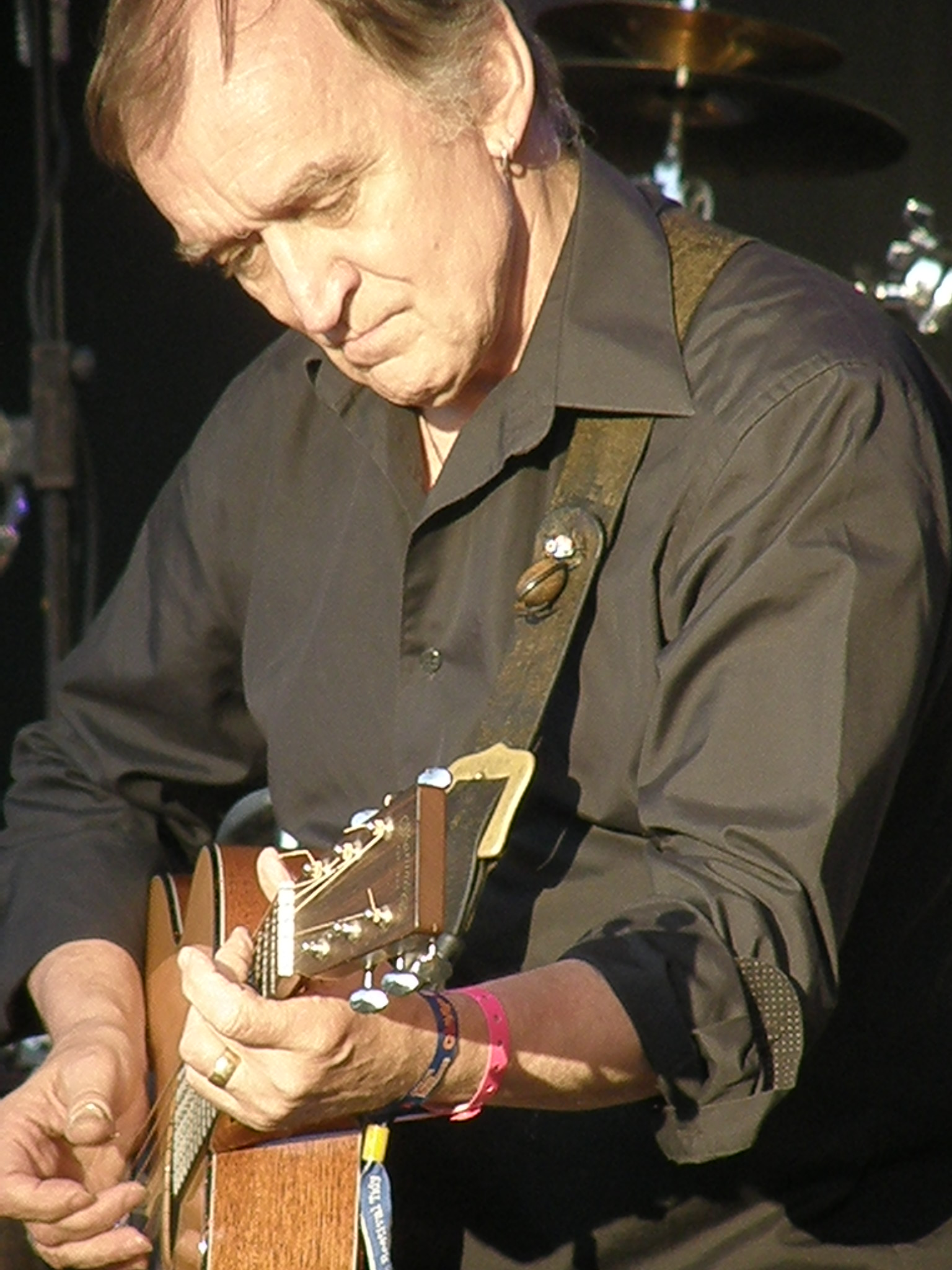
Martin Carthy, 2008

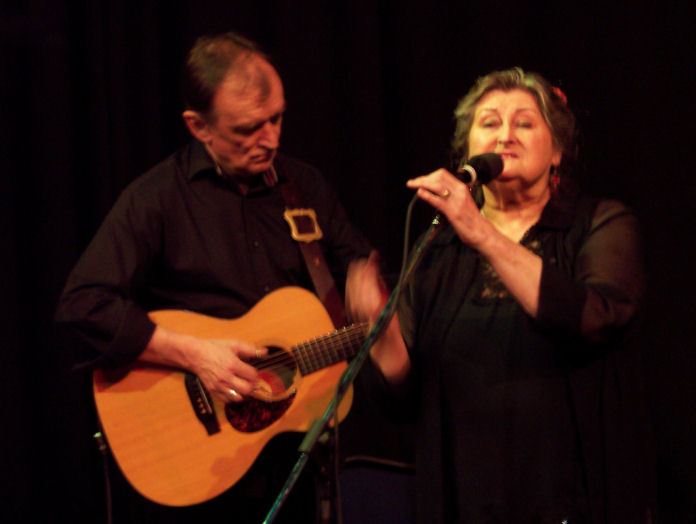
Carthy und Norma Waterson in Cranleigh, 2006

Martin Carthy (* 21. Mai 1941 in Hatfield, Hertfordshire) ist ein britischer Folksänger, -gitarrist und Mandolinespieler.

## Leben
Carthy trat in den späten 1950ern und frühen 1960ern zunächst mit einer Skiffle-Band namens The Thameside Four in verschiedenen Cafés in London auf. Nach drei Jahren bekam er Angebote einiger Londoner Clubs, so dass er sich von der Gruppe trennte und solistisch in einem Folkclub namens Troubadour aufzutreten begann. Zu dieser Zeit nahm er auch eine erste EP für Topic Records auf, die jedoch weitgehend unbeachtet blieb.
Bei einem von Carthys Auftritten hörte auch Paul Simon Carthys Version des alten Folksongs Scarborough Fair und bat ihn um den Text und das Arrangement, das er auch erhielt. Scarborough Fair, angelehnt an Carthys Version, sollte später ein großer Hit für Simon and Garfunkel werden. Das Copyright liegt ausschließlich bei Paul Simon, was Martin Carthy verärgerte, da er eigentlich die „traditionelle Quelle“ war. Zu einer Aussöhnung zwischen den beiden kam es erst 2000, als Paul Simon das Lied gemeinsam mit Carthy bei einem Konzert in London sang.
1962 war auch Bob Dylan gerade in London und hörte Carthys Version von Lord Franklin. Dylan arbeitete den Song leicht um und veröffentlichte ihn unter dem Namen Bob Dylan’s Dream auf The Freewheelin’ Bob Dylan. Im gleichen Jahr bekam Carthy einen Plattenvertrag bei Fontana Records und veröffentlichte das Album Martin Carthy, auf dem auch Dave Swarbrick mitspielte. Zwischen 1966 und 1969 nahmen die beiden zusammen fünf Alben und eine EP auf, auf denen sie sich an eine traditionelle Spielweise der Folksongs hielten. Dann schloss sich Swarbrick Fairport Convention an. Carthy wurde daraufhin 1970 Mitglied von Steeleye Span. Die Band begann nun auch einige der Songs zu covern, die Carthy bereits auf seinen Solo-Alben veröffentlicht hatte. Insgesamt kam Carthys Erfahrung mit alten Folksongs der Band sehr zugute. Doch schon 1971 verließ er Steeleye Span wieder, war jedoch 1977, als er den Gitarristen Bob Johnson ersetzte, bis zur vorläufigen Auflösung der Gruppe im Jahr 1978 wieder dabei.
1970 heiratete er Norma Waterson und schloss sich in der Folge ihrer musizierenden Familienband, The Watersons, an. Außerdem wurde er kurzzeitig Mitglied von Ashley Hutchings’ The Albion Band und war 1973 an deren Album Battle of the Fields beteiligt. In den 1970ern engagierte sich Carthy auch im Bereich des Theaters. In den 1980ern war er Mitgründer der Folkband Brass Monkey und begann wieder, mit Swarbrick aufzutreten. Auch in den 1990ern und 2000ern veröffentlichte er weiterhin regelmäßig Solo-Alben. Seine Tochter, Eliza Carthy, ist eine erfolgreiche Folkmusikerin.
Martin Carthy ist mehrmals mit dem BBC Radio 2 Folk Award ausgezeichnet worden.

## Diskografie (Solo)
- 1965: Martin Carthy (Fontana)
- 1966: Second Album (Fontana)
- 1967: Byker Hill (Fontana)
- 1967: No Songs (Fontana (EP))
- 1968: But Two Came By (Fontana)
- 1969: Prince Heathen (Fontana)
- 1970: Round Up (Fontana (EP))
- 1971: Landfall (Philips)
- 1972: Shearwater (Pegasus)
- 1974: Sweet Wivelsfield (Deram)
- 1976: Crown of Horn (Topic)
- 1979: Because it’s there (Topic)
- 1982: Out of the Cut (Topic)
- 1988: Right of Passage (Topic)
- 1991: Life and Limb (Green Linnet; live)
- 1992: Skin & Bone (1Green Linnet)
- 1999: Signs of Life (Topic)
- 2001: Both Ears & the Tail (Gadfly; live)
- 2004: Waiting for Angels (Topic)